# Parafia bł. Doroty z Mątów w Dorotowie
Parafia błogosławionej Doroty z Mątów w Dorotowie – parafia rzymskokatolicka znajdująca się w archidiecezji warmińskiej, w dekanacie Olsztynek.